# Nannobotys commortalis
Nannobotys commortalis är en fjärilsart som beskrevs av Augustus Radcliffe Grote. Nannobotys commortalis ingår i släktet Nannobotys och familjen Crambidae. Inga underarter finns listade i Catalogue of Life.